# Чехов-2
Чехов-2 (ранее поселок Новый в/ч 52583), — закрытый военный городок, расположенный в Чеховском муниципальном районе Московской области, на территории Сельского поселения Любучанское, находится в ведении Главного управления специальных программ Президента Российской Федерации. Образован 12 июня 1954 года (первоначальное название — поселок Новый). Население городка, начиная с переписи 2010 года, учитывается в соседней деревне Алачково — с этим связан внезапный рост населения:
| 2002 | 2006 | 2010  |
| ---- | ---- | ----- |
| 0    | →0   | ↗9770 |

## Инфраструктура
На территории Чехова-2 есть аптека, почта, школа, детские сады, дом культуры, магазины, бассейн, стадион, различные кружки и секции, церковь Сорока Мучеников Севастийских.